# Gerrit van der Hoef

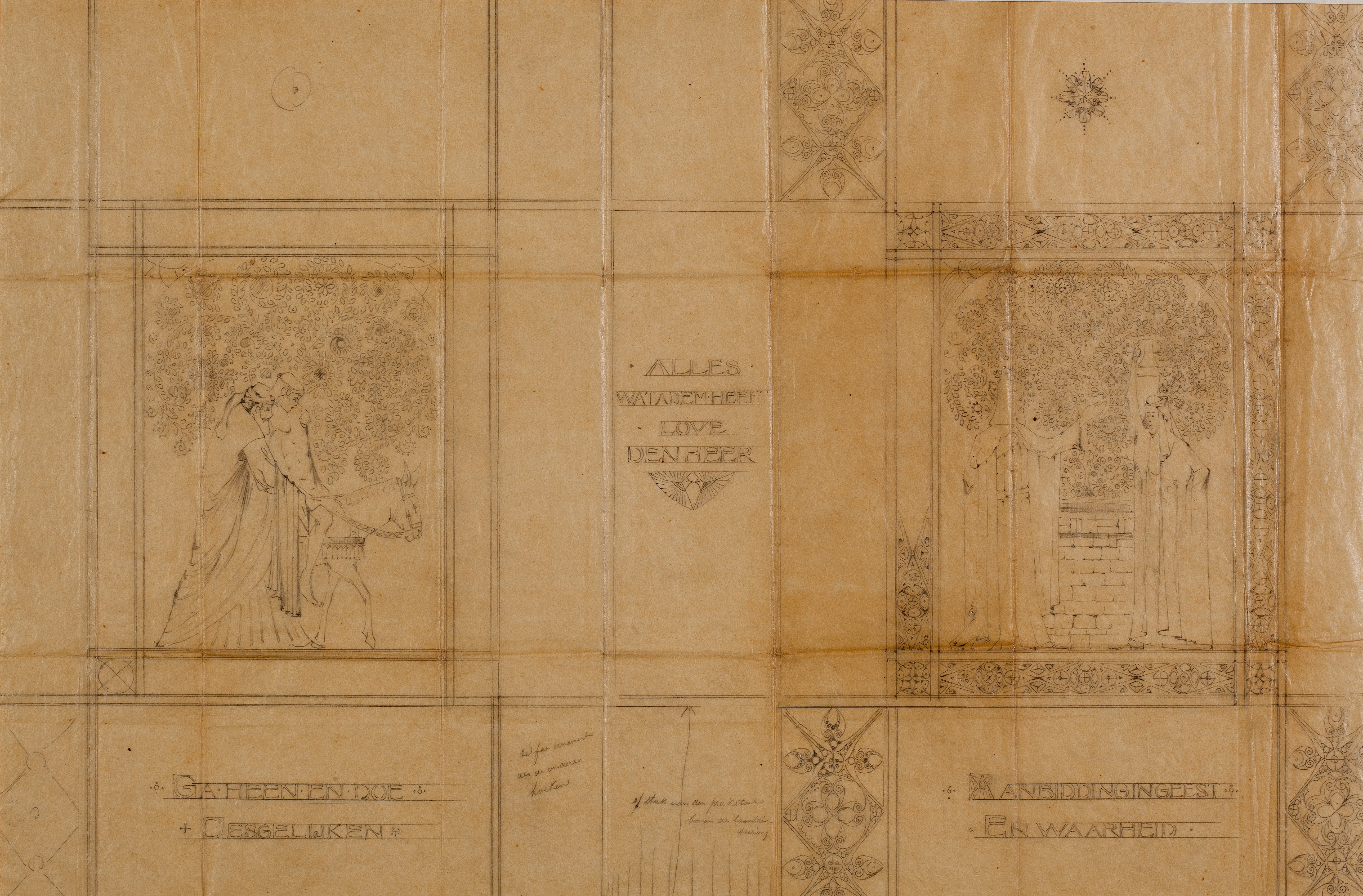
Ontwerptekening voor de NH Kerk in Rozendaal van Gerrit van der Hoef

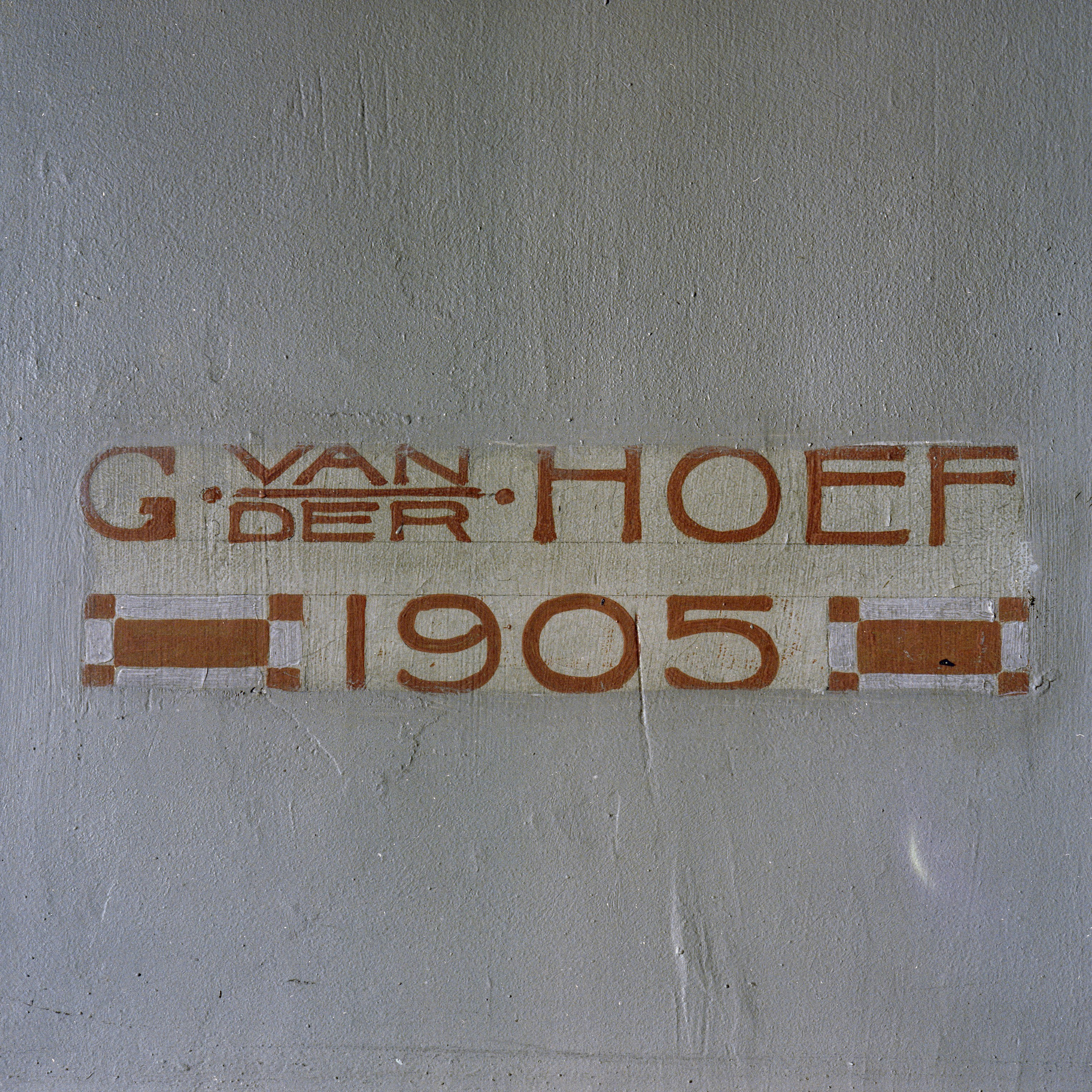
Detail wandschildering Kerk in Rozendaal

Gerrit van der Hoef (Amsterdam, 2 maart 1879 – Den Haag, 7 mei 1954) was een Nederlands beeldend kunstenaar.

## Levensloop
Van der Hoef werd geboren in Amsterdam, als zoon van Christiaan van der Hoef en Johanna Petronella Loohuis. Hij is een broer van kunstenaar Chris van der Hoef.
Van der Hoef deed een opleiding aan de Académie des Beaux-Arts in Brussel. Hij beheerste veel technieken. Hij was onder meer aquarellist, wandschilder, schilder, tekenaar, etser, vervaardiger van houtsneden en linosnijder.
In 1902 werd hij uitgenodigd werk in te zenden voor de tentoonstelling van La Libre Esthétique in Brussel.
In 1904/1905 verbleef hij in Rozendaal, waar hij de Protestantse Kerk aan de binnenkant voorzag van een Jugendstil muurschildering. In december 1905 trouwde hij in Rheden met de zeventien jaar oudere kunstenares Frouke van Rossem.
Het echtpaar ging wonen in Bergen. In 1907 waren zij medeoprichters van de Berger Kunsthandel. Van der Hoef deed mee aan de eerste exposities van het collectief, maar ging daarna elders in het land exposeren. Toen medelid Hendrik van Bloem in 1909 naar Den Haag verhuisde, werden hij en zijn echtgenote ook niet meer als lid genoemd. In 1919 waren Van der Hoef en zijn echtgenote weer present bij de laatste expositie.
In 1910 won hij een prijs met zijn inzending op de prijsvraag voor een reclamebiljet ten behoeve van een tentoonstelling van de vereniging Pictura Veluvensis in Renkum.
Het echtpaar verhuisde in 1919 naar Den Haag.
In 1928/1929 waren houtsneden van hem te zien op de door de Haagse kunsthandel De Bron georganiseerde grafische tentoonstelling in Madrid. Er werd werk van hem aangekocht door de Spaanse regering.
Van der Hoef overleed in 1954. Hij werd bijgezet in het familiegraf op begraafplaats Oud Eik en Duinen in Den Haag.